# T with the Maggies
T with the Maggies est un groupe irlandais de musique traditionnelle du comté de Donegal. L'ensemble regroupant quatre chanteuses, Moya Brennan, Mairéad Ní Mhaonaigh, Tríona Ní Dhomhnaill et Maighread Ní Dhomhnaill, s'est produit pour la première fois en 2007 lors d'un concert en hommage au chanteur et guitariste Mícheál Ó Domhnaill (frère ainé des sœurs Tríona et Maighread Ní Dhomhnaill, tous les trois membres des groupes Skara Brae et The Bothy Band) et a publié un premier album en octobre 2010.

## Histoire

### Les origines du groupe
Moya Brennan, Mairéad Ní Mhaonaigh, Tríona Ní Dhomhnaill et Maighread Ní Dhomhnaill se sont produites ensembles depuis le début des années 70, pour des événements particuliers, et comme membres de différents groupes, mais jamais en quatuor.
Moya Brennan a été, depuis le début des années 1970, la chanteuse du groupe Clannad, qui a remporté un Grammy Award. Elle est l'aînée d'une famille de musiciens, sa sœur Enya et son frère Brídín Brennan menant également une carrière de solistes.
Mairéad Ní Mhaonaigh, membre avec Enya de l'éphémère groupe Ragairne, est la chanteuse et fiddler d'Altan, groupe qu'elle avait fondé avec son défunt mari Frankie Kennedy. 
Maighread and Tríona Ní Dhomhnaill ont été toutes deux membres du groupe Skara Brae qui a compté dans la musique traditionnelle. Elles ont toutes les deux enregistré des albums avec Dónal Lunny et Tríona Ní Dhomhnaill a chanté avec The Bothy Band, Relativity, Nightnoise et Touchstone. 
Elles mènent par ailleurs toutes les quatre des carrières d'artistes solistes.

### Les débuts du groupe
En mai 2007, des musiciens traditionnels irlandais se rassemblent au Vicar Street, de Dublin pour rendre hommage à Mícheál Ó Domhnaill. Pour l'occasion, ses sœurs Maighread et Tríona chantent ensemble avec Moya Brennan et Mairéad Ní Mhaonaigh.
Lors du festival "Temple Bar TradFest 2009", le groupe donne le 31 janvier 2009 à Dublin ses deux tout premiers concerts sous le nom de "T with the Maggies" respectivement au Ark Children's Theatre (14h00) et à la Button Factory (20h00), deux salles de spectacle voisines. La même année, elles sont invitées à chanter à la conférence du Global Irish Economic Forum. Elles sont ensuite demandées pour interpréter la chanson folk "Two Sisters" pour la pièce Ages of the Moon de Sam Shepard, produite à New York et Dublin, avec les acteurs Stephen Rea et Seán McGinley.
Le nom du groupe provient de ce que les trois M (Maighread, Mairéad et Moya) qui se produisaient souvent ensemble se surnommaient avec humour "The Maggies" lorsqu'elles se produisaient ensemble. Elles ajoutèrent le "T" (Triona) au nom du groupe à l'occasion de leur première prestation à quatre. 
Leur premier album, T with the Maggies, a été publié fin octobre 2010.

## Les années 2000
| Mois                       | Jour (Ville - Lieu)                                                               |
| -------------------------- | --------------------------------------------------------------------------------- |
| Mai 2007                   | le 24 Dublin (Vicar St.),                                                         |
| Janvier 2009               | le 31 Dublin (Ark Children's Theatre ; Temple Bar TradFest 2009 - Button Factory) |
| Septembre 2009             | date inconnue Dublin (Irish Global Economic summit 2009)                          |
| Notes : 1. Références : 1. |                                                                                   |

## Les années 2010
| Mois                                | Jour (Ville - Lieu) |
| ----------------------------------- | --- |
| Octobre 2010                        | le 11 Albert Bridge (Union Presbyterian Church) ; le 13 Mabou (Strathspey Place) ; le 15 Inverness (Inverness Academy) ; le 16 Sydney (Joan Harriss Pavilion) le 25 Waterford (The Forum Theatre) ; le 29 Ballybofey (Balor Arts Centre) |
| Novembre 2010                       | le 6 Meenaleck (près de Crolly) (Leo’s Tavern) ; date inconnue Dublin (RTÉ's The Late Late Show) ; le 19 Galway (St. Nicholas' Collegiate Church)                                                                                        |
| Janvier 2011                        | le 2 Dunlewy (Dún Lúiche) (Ionad Cois Locha - Dunlewy Centre) le 22 Glasgow (City Halls) |
| Avril 2011                          | le 28 Derry (Cultúrlann Uí Chanáin) le 29 Naul (Séamus Ennis Cultural Centre) |
| Mai 2011                            | le 1er Monaghan (Market House) ; le 10 Dublin (The Button Factory) |
| Juin 2011                           | le 30 Termonfeckin (Termonfeckin Harp Festival - An Grianán) |
| Juillet 2011                        | le 23 Letterkenny (Errigal Arts Festival) |
| Août 2011                           | le 09 Kilkenny (Kilkenny Arts Festival) le 10 Lorient (Espace Marine, Place d’Armes - Festival Interceltique) |
| Septembre 2011                      | le 29 Cork (Cork Folk Festival - Triskel Christchurch) |
| Août 2012                           | du 3 au 5 Dublin, Ohio (Dublin Irish Festival) |
| Janvier 2013                        | le 26 Dublin (Temple Bar TradFest - St. Werburgh's Church), |
| Septembre 2013                      | le 15 Dublin (Cóisir Gael Linn 60 - National Concert Hall / An Ceoláras Náisiúnta) |
| Juillet 2014                        | le 23 Belfast (Duncairn Cultural Arts Centre) |
| Notes : 1. Références : 1. 2. 3. 4. | |

## Discographie
- T with the Maggies (2010).